# Liatongus martialis
Liatongus martialis är en skalbaggsart som beskrevs av Edgar von Harold 1879. Liatongus martialis ingår i släktet Liatongus och familjen bladhorningar. Inga underarter finns listade i Catalogue of Life.